# باشگاه فوتبال یاگودینا
باشگاه فوتبال یاگودینا (انگلیسی: FK Jagodina) یک باشگاه فوتبال در شهر یاگودینا، صربستان بود. این باشگاه که در سال ۱۹۶۲ تأسیس و در سال ۲۰۱۸ منحل شده سابقه یک سومی در سوپر لیگ فوتبال صربستان را دارد.